# Ангела Піскерник
Ангела Піскерник (словен. Angela Piskernik; 27 серпня 1886, Айзенкаппель-Феллах, — 23 грудня 1967, Любляна
) — австрійсько-югославська ботанікиня і консерваціоністка.

## Біографія
Ангела Піскерник народилася в містечку Бад-Айзенкаппель (словенською відоме як Залізна-Капла) у південній Каринтії, яке тоді входило до Австро-Угорщини і залишилося після її розпаду в Австрії після закінчення Першої світової війни. Отримала ступінь доктора ботаніки у Віденському університеті в 1914 році. Серед її викладачів був Ганс Моліш. Згодом вона отримала вчені ступені в галузі анатомії і фізіології рослин. Потім Піскерник працювала в провінційному музеї в Любляні і викладала в різних середніх школах.
Гостро відчуваючи свою приналежність до словенської нації Піскерник брала активну участь у Каринтійському плебісциті і в клубі мігрантів. У 1943 році вона була поміщена у в'язницю і містилася в нацистському концтаборі Равенсбрюк. Вона згадується в автобіографічному романі «Ангел забуття» (нім. Engel des Vergessens) австрійської письменниці Майї Хадерлап.
Після закінчення Другої світової війни Ангела Піскерник стала директором Словенського музею історії природи в Любляні і працювала в Службі охорони природи. Зокрема, вона брала участь у роботі з відновлення і захисту Альпійського ботанічного саду Юліана і національного парку Триглав. Вона перебувала під впливом італійського консерваціоніста Ренцо Відесотта.
У 1960-х роках Піскерник очолювала югославську делегацію на Міжнародній комісії з охорони Альп (CIPRA) і запропонувала створити транснаціональний природний парк з Австрією, в Савінських Альпах і Караванке. Однак цей проект не був реалізований. Сьогодні ця територія є частиною Зеленого поясу Європи. 
Померла Ангела Піскерник 23 грудня 1967 року у Любляні.

## Пам’ять
Ім’ям Ангели Піскерник названо один з парків міста Любляна.

## Роботи
- Jugoslovansko-Avstrijski visokogorski park (predlog za zavarovanje) [Архівовано 4 квітня 2019 у Wayback Machine.] (1965), Varstvo narave 4, pp. 7-15